# Macbeth

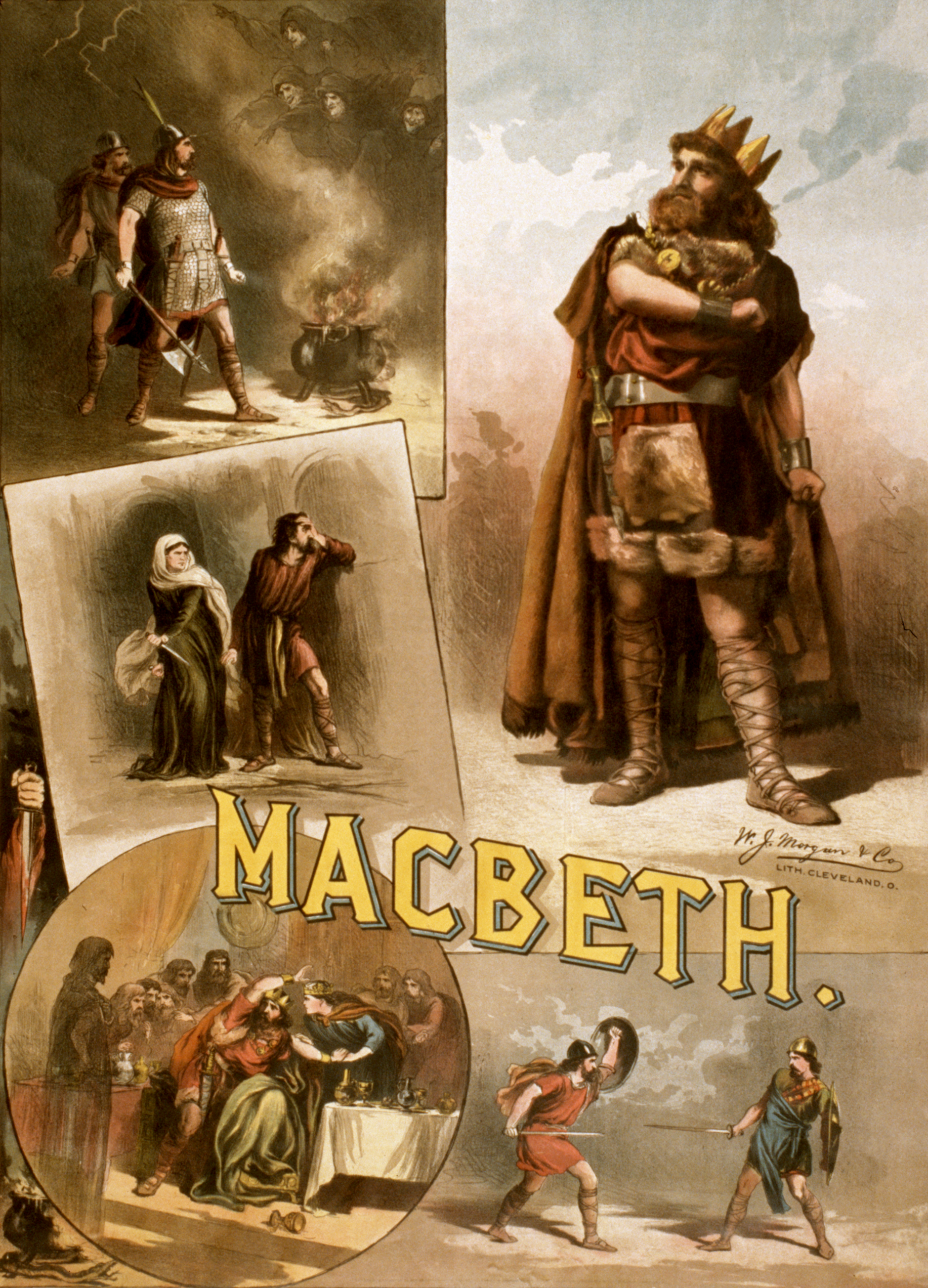
Macbeth

Macbeth este o tragedie scrisă de William Shakespeare în anul 1606. Prima reprezentație atestată a avut loc în aprilie 1611, la teatrul Globe, teatrul înființat de Shakespeare însuși. 
Personajele reale care au inspirat această piesă sunt regii Macbeth, Duff și Duncan menționați în  cronicile Holinshed (1587). De-a lungul timpului, piesa a atras mari actori în rolurile lui Macbeth și Lady Macbeth. Piesa a fost adaptată pentru film, televiziune, opera și alte genuri artistice.

## Rezumat
Primul act al piesei se deschide cu imaginea unor tunete și fulgere, în mijlocul cărora se află trei vrăjitoare ce hotărăsc să se întâlnească cu Macbeth. În scena următoare intră un căpitan ce îl anunță pe Duncan, regele Scoției,  faptul că generalii săi Macbeth – Nobil de Glamis  și Banquo au învins forțele aliate ale Norvegiei și Irlandei, conduse de trădătorul McDonwald.
În următoarea scenă apare armata scoțiană în frunte cu Macbeth și Banquo care se întorc victorioși din lupta cu rebelii. În drum, întâlnesc un grup de vrăjitoare care le prezic viitorul. Ele i se adresează lui Macbeth cu titulatura de Nobil de Cawdor și apoi rege al Scoției, iar pe Banquo îl numesc tată al viitorilor conducători, fără ca el însuși să fie unul din ei. Cei doi încearcă să afle mai multe despre aceste profeții, dar vrăjitoarele dispar. Prima profeție se adeverește foarte repede, deoarece un mesager aduce vestea că Duncan tocmai l-a numit pe Macbeth Nobil de Cawdor. Imediat Macbeth începe să creadă în profeții și să aspire la tron.
Macbeth îi scrie soției sale despre profețiile vrăjitoarelor. Când Duncan hotărăște să petreacă o noapte in castelul lui Macbeth din Inverness, Lady Macbeth pune la cale un plan diabolic, pentru a grabi împlinirea profeției. Macbeth ezită să ducă planul la bun sfârșit, însă, la insistențele soției, săvârșește crima. Terifiat, Macbeth intră într-un delir halucinant și privește îngrozit pumnalul cu care l-a ucis pe Duncan. Lady Macbeth, cu sânge rece, ascunde pumnalul în camera regelui asasinat. 
A doua zi cadavrul regelui este decoperit de nobilul Macduff si Banco. Soții criminali pretind că sunt oripilați de cele întâmplate, dar devin suspectați de Macduff care ia decizia de a-i îndepărta pe fiii regelui, temandu-se pentru viața lor. Astfel Malcom , fiul cel mare este trimis în Anglia, iar Donalbain , fiul cel mic în Irlanda. 
Macbeth devine rege, dar fiind îngrijorat de cea de-a doua profeție (conform căreia copiii lui Banquo vor urma la domnie), el și soția sa pun la cale uciderea lui Banquo și a fiului acestuia, Fleanzio. Astfel el organizează o petrecere în cinstea proclamării sale. El angajează doi ucigași pentru a scăpa de cei care îi amenință tronul. Banquo are un presentiment și îi cere copilului să se salveze. 
Între timp, Lady Macbeth se simte din ce în ce mai încrezătoare, convinsă fiind că, odată cu această crimă, nimeni nu mai amenință tronul soțului ei. Banquo este omorât, dar nu și Fleanzio, care izbutește să scape. În timpul balului de la palat, asasinul lui Banquo îl informează pe Macbeth că misiunea a fost îndeplinită. Toata lumea se simte bine, mai puțin proaspătul înscăunat Macbeth, care este urmărit de fantoma lui Banquo . Îngrozit de imaginea celui ucis, noul rege reușește să-și contrarieze oaspeții prin comportamentul bizar. El decide să consulte vrajitoarele pentru a afla ce-i mai rezervă viitorul. 
Vrajitoarele se întâlnesc din nou pentru a profeți. Spiritele invocate de ele îi spun lui Macbeth ca „Nici un om nascut din femeie nu te va omorî" și „Vei fi învins doar când pădurea Birnam va prinde viață și va veni contra ta", avertizându-l, în același timp, să se ferească de nobilul Macduff. Oripilată Lady Macbeth își îndeamnă soțul să-i ucidă familia lui Macduff, cel care, împreuna cu Malcolm, strânge armata pentru a ataca Scoția. Astfel soția și copiii lui Macduff sunt uciși.  
La granița engleză, Macduff se alătură refugiaților scoțieni. Malcolm apare în fruntea trupelor engleze, pentru a invada Scoția. Ascunși în pădurea Birnam, soldații, acoperiți cu frunze și crengi spre a se camufla, înaintează către bătălia finală, creând impresia că pădurea se mișcă și împlinind, astfel, profeția.
Bântuită de crimele înfăptuite, Lady Macbeth își pierde mințile, imaginându-și mâinile pline de sângele vărsat. Macbeth așteaptă sosirea dușmanilor, conștient fiind că nu va avea niciodată o domnie liniștită. 
Un mesager aduce vestea că Lady Macbeth s-a sinucis și că pădurea Birnam a prins viață și vine contra sa. În momentul întâlnirii dintre Macduff și Macbeth, cel din urmă afirmă  cu aroganță că el nu poate fi ucis de nici un om născut din femeie. Atunci Macduff îl ucide în duel pe Macbeth, nu înainte de a-i mărturisi taina nașterii sale, și anume că nu s-a născut pe cale naturală. Astfel Malcolm devine noul rege al Scoției.

## Personaje
- Duncan – Regele Scoției
- Malcolm – fiul cel mare al lui Duncan
- Donalbain – fiul cel mic al lui Duncan
- Macbeth – Un general în armata regelui Duncan, baron de Cawdor, baron de Glamis, și mai târziu regele Scoției
- Lady Macbeth – soția lui Macbeth, și apoi regina Scoției
- Banquo – prietenul lui Macbeth și general în armata regelui Duncan
- Fleance – fiul lui Banquo
- Macduff – baronul de Fife
- Lady Macduff – soția lui Macduff
- Fiul lui Macduff
- Ross, Lennox, Angus, Menteith, Caithness – cavaleri scoțieni
- Siward – Conte de Northumberland, General al armatei engleze
- Young Siward – fiul lui Siward
- Seyton – servitorul lui Macbeth
- Hecate – vrăjitoarea șefă
- trei vrăjitoare
- trei criminali
- un portar la castelul lui Macbeth
- un medic scoțian